# Innenlochtrennen
Innenlochtrennen (auch ID-Trennen von englisch internal  diameter oder inside  diameter, beides dt. „Innendurchmesser“) ermöglicht hoch präzise Schnitte mit sehr dünnen Sägeblättern oder -folien. Die Schneidkante befindet sich an der Innenseite einer runden Aussparung im Zentrum des kreisförmigen Sägeblatts. Das Sägeblatt wird an seiner Außenkante eingespannt und vibriert beim Sägen deshalb kaum. 
Das Innenlochtrennen ist ein sehr aufwändiges Trennverfahren mit sehr schmaler Schnittbreite, das verfahrensbedingt anspruchsvoll und langsam ist und nur bei teuren, sprödharten Werkstoffen eingesetzt wird.

## Verwendung
Mit einer Schnittbreite von 0,3 mm und weniger dient es vorwiegend dem Abtrennen von Wafern vom Silicium-Einkornkristallrohling. Aber auch die Halbleiterwerkstoffe Germanium und Galliumarsenid sowie optische Gläser, Keramiken und Kristalle für Festkörperlaser und weitere sehr spezielle Werkstoffe werden damit bearbeitet.

## Verfahren
Innenlochtrennen ist eine spezielle Kreissägetechnik, bei der das Sägeblatt am äußeren Rand eingespannt und mit der Blattkante im Innenloch gesägt wird.

### Innenlochtrennen mit Trennblatt

Innenlochsäge

Das Zerspanwerkzeug besteht aus einer kreisförmigen Edelstahlmembran, dem Trennblatt, mit einem ebenfalls kreisförmigen Loch in der Mitte, dessen Kante galvanisch mit Diamantsplittern als Schneidstoff beschichtet ist. Das Trennblatt ist im äußeren Bereich in einen aus zwei Ringen bestehenden Rahmen eingespannt. Während sich das Werkzeug mit einer Schnittgeschwindigkeit von etwa 10–26 m/s dreht, verfährt das zentrisch angeordnete Werkstück mit einem radialen Vorschub von etwa 20–80 mm/min zum äußeren Rand. Ein geeignetes Kühlschmiermittel vermindert die Reibung zwischen Werkzeug und Werkstück und führt einen Großteil der entstehenden Wärme ab, weswegen es wesentlich das Arbeitsergebnis beeinflusst. Die Dicke der abgetrennten Scheiben beträgt in der Regel zwischen 0,3 und 1,5 mm.

### Innenlochtrennen mit Folien
Diese Verfahrens- bzw. Maschinenvariante ist sehr selten und in der Anwendung technisch extrem anspruchsvoll. Das Zerspanwerkzeug besteht hier aus einer dünnen Metallfolie mit einem kreisförmigen Loch in der Mitte.
Die Metallfolie wird hierbei im äußeren Bereich trommelähnlich mit Kräften nahe der Dehngrenze auf einem Ring gespannt, so dass sich eine größtmögliche Stabilität der Folieninnenkante für die (geringe) Schnittbelastung ergibt. Durch die mögliche Auswahl sehr dünner Folien ergeben sich dabei entsprechend die dünnsten möglichen Schnittbreiten in der gesamten Zerspanungstechnik und eine sonst unerreichbare Präzision bzw. geometrische Planarität durch die verfahrensbedingt geometrisch praktisch perfekt ebene Ausfluchtung der Folie unter der rundum gleichmäßig wirkenden Spannung.
Die Kühlung erfolgt hier in der Regel über Luftzufuhr.